# Річард Гарріс
Річард Сент-Джон Гарріс (англ. Richard St. John Harris; 1 жовтня 1930, Лімерик, Ірландія — 25 жовтня 2002, Лондон, Велика Британія) — ірландський актор і музикант. Володар призів Каннського кінофестивалю, ММКФ, лауреат премій «Ґреммі», «Європейського кінопризу» і «Золотого глобуса».

## Біографія
У 1955 році поступив в Лондонську академію музики і драматичного мистецтва.
Дебютував у кіно в 1958 році. Всесвітню популярність приніс йому фільм «Таке спортивне життя» режисера Ліндсея Андерсона (1963), де він, сам у недавньому минулому регбіст, зіграв головного героя — суперечливого спортсмена Френка Мечина. Ця робота принесла йому премію XVI Міжнародного кінофестивалю в Каннах за найкращу чоловічу роль, номінації на премії «BAFTA» і «Оскар».
У 1964 році Гарріс знявся в одній з головних ролей у картині Мікеланджело Антоніоні «Червона пустеля», проте вона не увійшла до числа найкращих у його кар'єрі. Надалі Антоніоні визнавав, що помилився з вибором актора.
Зате успішними стали робота у фільмі «Камелот» (1967), де Гарріс зіграв короля Артура (премія «Золотий глобус»), головна роль у «Кромвель» режисера Кена Г'юза.
Річард Гарріс багато знімався у пригодницьких фільмах і вестернах, серед яких «Людина, на ім'я Кінь» і низка його продовжень, «Перевал Кассандри», «Орка», «Непрощений» та інші.
У 1985 році Річард Гарріс був посвячений у лицарське звання.
На заході кар'єри Гарріс з'явився в ролі Албуса Дамблдора у двох перших фільмах кіноепопеї про Гаррі Поттера. Останньою роллю Гарріса був Іван Богослов у фільмі «Апокаліпсис».
Гарріс також записав кілька музичних альбомів, в один з яких, «A Tramp Shining», ввійшов 7-хвилинний хіт «MacArthur Park». Цю пісню написав Джиммі Вебб і вона досягла 2 місця в американському чарті «Billboard Hot 100». Сингл «MacArthur Park» був проданий екземплярами понад мільйон штук і отримав статус «Золотого диску».
Другий альбом «The Yard Went on Forever» вийшов в 1969 році.
У серпні 2002 року у Гарріса виявили рак. Помер 25 жовтня 2002 року від лімфогранулематозу в лікарні, в оточенні своєї родини. Прах актора згідно з його волею розвіяний над Багамськими островами, де він жив останнім часом.
Річард Гарріс був двічі одруженим. У першому шлюбі (1957—1969) з валлійською актрисою Елізабет Ріс-Вільямс у нього народилося троє синів: наймолодший актор Джеймі Гарріс, другий — актор Джаред Гарріс і найстарший — режисер Деміан Гарріс. Другий шлюб (1974—1982) з американською актрисою і моделлю Енн Такел.

## Пам'ять
30 вересня 2006 року Мануель ді-Люсія, давній друг Гарріса, замовив бронзову статую 18-річного актора, що грає в бадмінтон, в натуральну величину. Створив скульптуру Шеймус Коннолі. Зараз вона знаходиться в Кілки, Ірландія.
Інша статуя Річарда Гарріса, в ролі короля Артура з фільму «Камелот», була встановлена в Бедфорді, в центрі його рідного міста Лімерик. Скульптором цього пам'ятника був Джим Конноллі.
У 2009 році в ході церемонії вручення премії «BAFTA» Міккі Рурк присвятив свою нагороду за кращу чоловічу роль Гаррісу, назвавши його «хорошим другом і великим актором».